# مو داو زو شي
مو داو زو شي (بالإنجليزية: Mo Dao Zu Shi)‏ أو مؤسس الطائفة الشيطانية هو مسسلسل دونغوا صيني من إنتاج تينسنت بيكتشرز.عرض الموسم الأول منه في 9 يوليو حتى 6 أكتوبر 2018 على منصة تينسنت فيديو وتكون من 15 حلقة، الموسم الثاني عرض في 3 أغسطس حتى 31 أغسطس 2019 وتكون من 8 حلقات أما الموسم الثالث والأخير عرض في 7 أغسطس حتى 16 أكتوبر 2021 وتكون من 12 حلقة.
تم اقتباس الدونغوا من رواية الكاتبة الشهيرة الصينية مو شيانغ تونغ شيو، بعد أن لاقت رواجًا عالميًا، كما تم نشر مانهوا صينية مقتبسة من نفس الرواية وتم ترجمتها للعديد من اللغات ترجمة غير رسمية، وتم إنتاج مسلسل الجامحون الذي تم اقتباسه أيضًا من رواية مو داو زو شي.
القصة
تدور أحداث القصة حول وي ووشيان الذي يعود للحياة من خلال تضحية شاب يدعى مو شينيو بجسده، ليست ليستولي وي ووشيان عليه ويأخذ له بثأره من الأشخاص الذين عذبوه وتنمروا عليه.
بعد استيقاظ وي ووشيان في جسده الجديد، يجد أنه قد مر على موته 13 عامًا، وأنه عليه تحقيق رغبة الشخص الذي ضحى بجسده له، وإلا سيموت مرة أخرى ولن تتناسخ روحه مجددًا.
تبدأ الأحداث بالتصاعد بظهور مجموعة من تلاميذ غوسو لان الذين تم استدعاؤهم للتخلص من شيطان يسبب الفوضى في القرية التي يعيش فيها مو شينيو، ثم تظهر يد شبحية شرسة وتكون على وشك قتلهم، ولكن بمساعدة وي ووشيان الذي تظاهر بأنه مجنون، بينما يساعدهم بالخفاء، استطاعوا النجاة بطريقة ما.
استمر وي ووشيان بمساعدة تلاميذ طائفة غوسو لان، حتى ظهور أحد معارفه القدامى، لان وانغجي. خوفًا من اكتشاف أمر عودته للحياة من جديد، يحاول وي ووشيان الابتعاد عن هذا الشخص قدر الإمكان، لكن لسبب ما يكتشف لان وانغجي من يكون ويقرر اصطحابه معه إلى طائفة غوسو لان.
خلال تحقيقهم باليد الشبحية، يبدأ وي ووشيان باسترجاع ذكرياته ويكشف كيف احترف الزراعة(الرعاية) الشيطانية وأصبح مؤسسها.
يكتشف وي ووشيان خلال رحلته مع لان وانغجي أن موته كان في الحقيقة مؤامرة مخططة من أحد ما ويسعى لحلها من خلال اليد الشبحية.

## روابط خارجية
مو داو زو شي على موقع IMDb (الإنجليزية)
- مو داو زو شي على موقع كينوبويسك (الروسية)
- مو داو زو شي على موقع قاعدة بيانات الفيلم (الإنجليزية)